# Тупак Шакур
Тупа́к Ама́ру Шаку́р (англ. Tupac Amaru Shakur; TOO-pahk shə-KOOR; уроджений: Лесейн Періш Крукс (англ. Lesane Parish Crooks); 16 червня 1971 — 13 вересня 1996) — американський репер, який вважається одним із найвпливовіших і найуспішніших реперів усіх часів. Він є одним з найбільш продаваних музичних виконавців, із реалізацією понад 75 мільйонів записів по всьому світу. Бібліотекою Конгресу США була відібрана його пісня «Dear Mama» з альбому Me Against the World до списку 25 записів, які будуть зберігатися у спеціальному фонді культурного надбання.
Переважна більшість пісень Шакура розповідають про важке життя в гетто, насильство, бідність, расизм і проблеми сучасного суспільства. Більшість родичів Шакура були членами афроамериканської ліворадикальної організації «Чорні пантери». В останні роки свого життя Шакур був безпосереднім учасником суперництва двох узбереж, що спричинило ворожнечу з іншими хіп-хоп-виконавцями та музичними продюсерами, включаючи лідера Східного узбережжя The Notorious B.I.G. та лейбла Bad Boy Records. 7 вересня 1996 року в Лас-Вегасі в Шакура чотири рази вистрілив невідомий під час стрілянини з автомобіля. У госпіталі, після кількох спроб підвестися з ліжка, Шакур, під впливом сильних знеболюючих, був підключений до апарату штучного кровообігу і, зрештою, за допомогою барбітуратів, переведений у штучну кому. Вдень 13 вересня 1996 року, незважаючи на спроби лікарів зупинити внутрішню кровотечу, Тупак Шакур помер. Мати Тупака, Афені Шакур, вирішила припинити марні спроби лікарів повернути до життя свого сина. Офіційна причина смерті — дихальна недостатність та зупинка серця у зв'язку з численними вогнепальними пораненнями.
З випуском свого дебютного альбому 2Pacalypse Now у 1991 році Шакур став центральною фігурою в хіп-хопі Західного узбережжя завдяки своїй свідомій ліриці. Він досяг подальшого комерційного успіху, та й схвалення музичних критиків, зі своїми альбомами Strictly 4 My N.I.G.G.A.Z... 1993 року та Me Against the World 1995-го. Його діамантовий альбом All Eyez on Me 1996 року, перший подвійним альбомом в історії хіп-хопу. Окрім своєї музичної кар’єри, Шакур також досяг значного успіху як актор, зігравши головні ролі у фільмах «Авторитет» (1992), «Поетична Джастіс» (1993), «Через край» (1994), «Куля» (1996), «У глухому куті» (1997) і «Злочинні зв'язки» (1997).
Подвійний посмертний альбом Шакура Greatest Hits 1998 року є одним із двох його релізів і одним із лише дев’яти хіп-хоп альбомів, які отримали діамантовий сертифікат у Сполучених Штатах. Після смерті Шакура було випущено ще п’ять альбомів, у тому числі його посмертний альбом The Don Killuminati: The 7 Day Theory (1996), який був випущений під його новим сценічним псевдонімом Makaveli. Всі вони отримали платиновий статус у Сполучених Штатах. У 2002 році Тупак Шакур був введений до Зали слави хіп-хопу. У 2017 році його ввели до Зали слави рок-н-ролу в перший рік його існування. Журнал Rolling Stone включив Шакура до списку 100 найкращих виконавців усіх часів. У 2023 році Шакур отримав посмертну зірку на Голлівудській алеї слави.

## Раннє життя

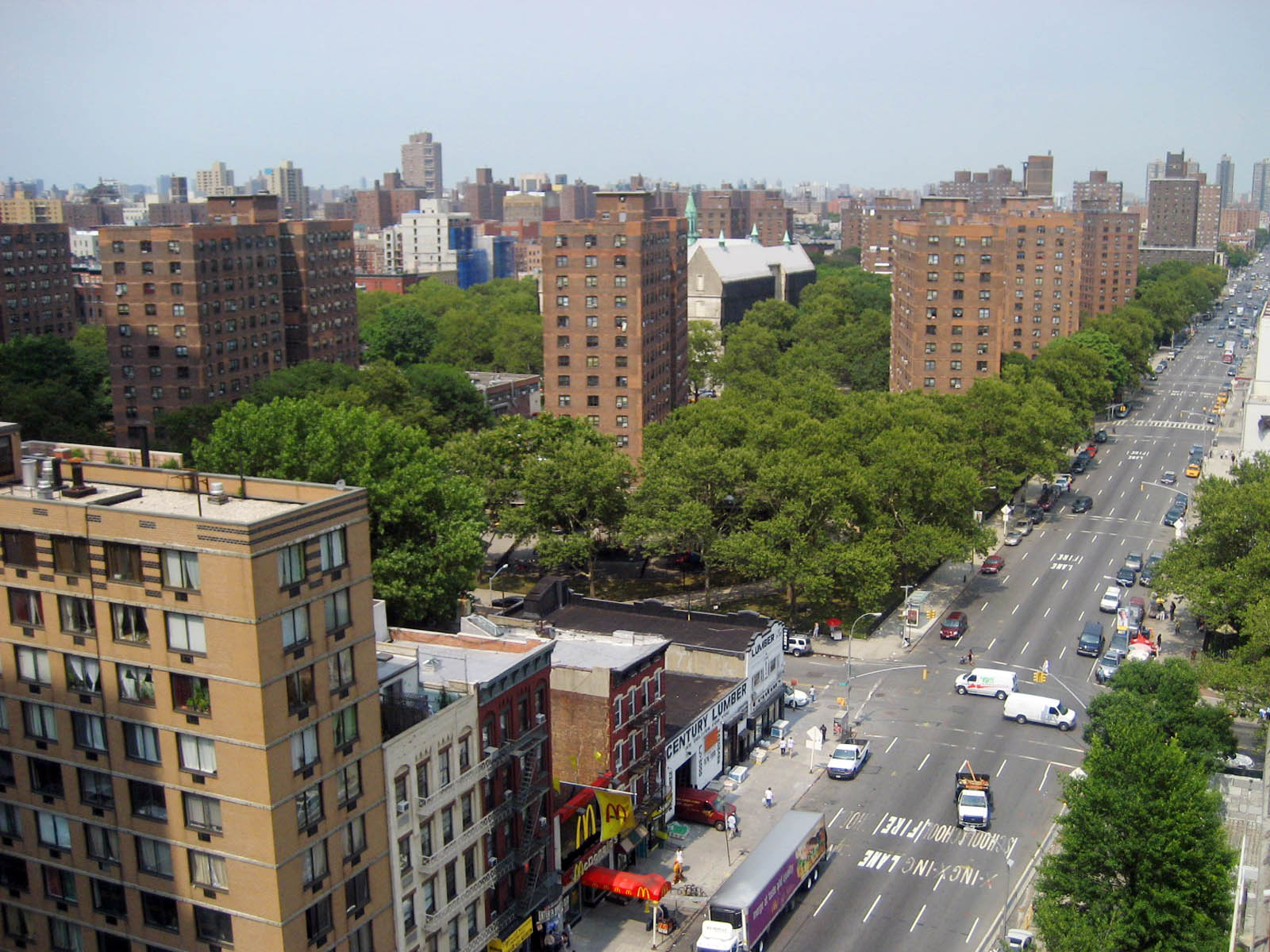
Східний Гарлем, район Нью-Йорка, де народився Тупак.

Лесейн Періш Крукс народився 16 червня 1971 року в Східному Гарлемі, Манхеттен, Нью-Йорк. У віці одного року йому змінили ім'я на Тупак Амар Шакур, на честь Тупака Амару II, нащадка останнього правителя інків, який був страчений у Перу в 1781 році після повстання проти іспанського панування. Мати Шакура, Афені Шакур, пояснила: «Я хотіла, щоб його називали революціонером, корінним народом у світі. Я хотіла, щоб він знав, що він є частиною світової культури, а не лише району». Прізвище Тупака походить від Лумумби Шакура, мусульманина-суніта, за якого його мати вийшла заміж у листопаді 1968 року. Їхній шлюб розпався, коли виявилося, що Лумумба не був біологічним батьком Тупака. У перекладі з давньо-інкської «Tupac Amaru» означає «Блискучий раб». Прізвище Шакур одержав від вітчима — доктора Мутулу Шакура (Mutulu Shakur). У Тупака також були старший зведений брат від першого шлюбу вітчима, Мопрім «Комані» Шакур, і зведена сестра, Секіва Шакур, на два роки молодша за нього.

### Чорні Пантери
Батьки Шакура, Еліс Фей Вільямс (вона ж Афені Шакур), і його біологічний батько, Вільям «Біллі» Гарленд, були активними членами Партії «Чорні пантери» в Нью-Йорку наприкінці 1960-х і на початку 1970-х років. Тупак народився через місяць після того, як його мати була виправдана за більш ніж 150 звинуваченнями у «змові проти уряду Сполучених Штатів Америки» під час так званої справи «Пантер-21». 
Інші члени сім’ї, які брали участь у Чорній визвольній армії «Чорних пантер», були засуджені за серйозні злочини та ув’язнені, включно з вітчимом Тупака, Мутулу Шакуром, який чотири роки був одним із десяти найбільш розшукуваних утікачів ФБР. Мутулу Шакур був затриманий у 1986 році і згодом засуджений за пограбування броньованої вантажівки Brinks у 1981 році, під час якого були вбиті поліцейські та охоронець.
Хрещений батько Тупака, Елмер «Джеронімо» Пратт, високопоставлений член Чорних Пантер, був неправомірно засуджений за вбивство шкільного вчителя під час пограбування в 1968 році. Після того, як він провів у в'язниці 27 років, його вирок було скасовано через те, що прокуратура приховувала докази, які доводили його невинність.
Хрещена мати, Ассата Шакур, є колишнім членом Чорної визвольної армії, була засуджена в 1977 році за вбивство першого ступеня поліцейського штату Нью-Джерсі. З 2013 року вона була в списку найбільш розшукуваних терористів ФБР після того, як у 1979 році втекла з в'язниці. 
До того часу, як Тупак вступив до початкової школи, сім'я змінила 18 місць проживання.

### Навчання

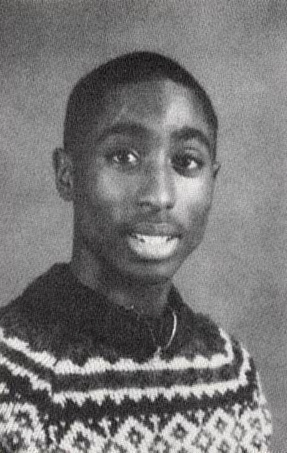
Фото Тупака з щорічника Балтиморської школи мистецтв, 1988 рік.

У 1980-х роках матері Шакура було важко знайти роботу та боротися з наркотичною залежністю. У 1984 році його сім'я переїхала з Нью-Йорка в Балтимор, штат Меріленд. Починаючи з 1984 року, коли Шакуру було 13 років, він жив у районі Пен-Люсі зі своєю матір’ю та молодшою сестрою за адресою 3955 Greenmount Ave у двоповерховому будиночку, який був розділений на два окремі житла для оренди. На першому поверсі жила родина Шакура. Після його смерті квартал був перейменований на Tupac Shakur Way. 
Живучи в Балтіморі, Шакур навчався у восьмому класі середньої школи Роланд Парк, а потім у дев’ятому класі середньої школи Пола Лоуренса Данбара. У десятому класі він перейшов до Балтиморської школи мистецтв, де вивчав акторське мистецтво, поезію, джаз і балет. Він грав у п'єсах Шекспіра, а також грав роль Мишачого короля в балеті «Лускунчик». Там Тупак подружився з Джадою Пінкетт, яка стала музою для деяких його віршів («Джада» та «Сльози в очах Купідона»). Вони залишались близькими друзями аж до самої смерті Шакура. У документальному фільмі «Тупак: Воскресіння» Джада сказала: «Тупак був одним із моїх найкращих друзів. Він був мені як брат. То була не просто дружба. У нас був такий тип взаємовідносин, який буває лише раз у житті».
Зі своєю подругою Даною «Маус» Сміт у ролі бітбоксера він перемагав у конкурсах на кращого шкільного репера. Відомий своїм гумором, він користувався популярністю у студентів. Він слухав різноманітну музику, зокрема Кейт Буш, Culture Club, Шинейд О'Коннор та U2. 
Під час навчання у школі Тупак вступив до молодіжної комуністичної організації США. Через деякий час він почав зустрічатися з Мері Болдрідж, дочкою голови місцевого осередку комуністичної партії США.
У 1988 році Тупак кинув школу переїхав до Марін-Сіті, Каліфорнія, бідної громади в районі затоки Сан-Франциско. У сусідньому Мілл-Веллі він відвідував середню школу Тамалпаїс, де грав у кількох театральних постановках. Він не закінчив середню школу, але пізніше отримав GED.

## Кар'єра

### Digital Underground
Тупак почав записуватися під сценічним псевдонімом MC New York у 1989 році. Того року він почав відвідувати уроки поезії Лейли Штайнберг, яка незабаром стала його менеджером. Штайнберг організувала концерт для Шакура та його реп-групи Strictly Dope. Їй вдалося добитися підписання Шакура від Атрона Грегорі, менеджера групи Digital Underground. У 1990 році Тупак став частиною гурту як роуді та резервного танцюриста. Шакур дебютував під псевдонімом 2Pac у складі Digital Underground під новим звукозаписним лейблом Interscope Records, взявши участь у синглі «Same Song» у січні 1991 року. Ця пісня була включена в саундтрек до фільму 1991 року «Суцільні неприємності», де знялися Ден Ейкройд, Джон Кенді, Чеві Чейз і Демі Мур. У фільмі також є епізодична роль самого Тупака. «Same Song» увійшла до мініальбому This Is an EP Release 1991 року.
На прохання Лейли Штайнберг, співзасновник Digital Underground Джимі «Chopmaster J» Драйт працював з Тупаком, Ray Luv і Dize над їхніми ранніми студійними записами. Драйт згадує, що Шакур погано працював у групі, і додає: «Цей хлопець був на місії. З першого дня. Можливо, він знав, що через сім років його не буде». З 1988 по 1991 рік Драйт і Digital Underground спродюсували найранішу роботу Тупак з його командою на той час, Strictly Dope. Записи були знайдені в 2000 році та випущені як The Lost Tapes: Circa 1989. Афені Шакур подала до суду, щоб припинити продаж записів, але позов було врегульовано в червні 2001 року, і реліз перевидано як Beginnings: The Lost Tapes 1988–1991. Приблизно в той самий час Тупак познайомився Ренді «Стретч» Вокером, який разом зі своїм братом, якого називали Majesty, і другом заснували гурт Live Squad у Квінзі, Нью-Йорк. Тупак і Стретч швидко подружились і стали часто записуватись та виступати разом.

### 2Pacalypse Now
У листопаді 1991 року на лейблі Interscope Records виходить дебютний альбом Тупака 2Pacalypse Now. Назва альбому посилається на фільм 1979 про війну у В'єтнамі «Апокаліпсис сьогодні» (англ. Apocalypse Now). Значна частина музичних критиків, а також більшість шанувальників відзначили, що альбом має андерграунд-атмосферу. Альбом присвячений проблемам темношкірих, які залишаються актуальними до сьогодні. Він викликав значну полеміку серед державних діячів, у тому числі через зміст треків «Trapped» та «Brenda's Got a Baby», у яких Шакур критикував несправедливу соціальну політику держави. Тодішній віцепрезидент США Ден Квейл сказав: «Немає жодних причин випускати подібну платівку. Їй не місце в нашому суспільстві». 
2Pacalypse Now отримав золотий сертифікат за продаж півмільйона копій.
2Pacalypse Now вплинув на таких хіп-хоп-виконавців, як Nas, Eminem, The Game і Talib Kweli, які заявили, що 2Pacalypse Now був їх творчим натхненням.

### Strictly 4 My N.I.G.G.A.Z...
У 1992 році Тупак переїхав у Лос-Анджелес, Каліфорнія. У  лютому 1993 року був випущений другий альбом Шакура Strictly 4 My N.I.G.G.A.Z.... Це був більш хардкорний альбом, пісні якого підкреслюють політичні та соціальні переконання репера. У пісні «Last Wordz» бере участь Ice Cube, співавтор пісні N.W.A «Fuck tha Police», який у своїх власних сольних альбомах теж став войовничо політичним, і гангста-репер Ice T, який у червні 1992 року викликав суперечки через пісню «Cop Killer» його гурту Body Count. 
Альбом вийшов більш комерційно успішнішим, ніж дебютний реліз. Саме Strictly 4 My N.I.G.G.A.Z... розглядається як «проривний» альбом у кар'єрі Шакура. Він дебютував на 24-му місці в чарті Billboard 200. Альбом включав хітовий сингл «I Get Around», який також був проривом і досяг 11-го місця в чарті синглів Billboard Hot 100. Другим хітом був «Keep Ya Head Up», гімн, присвячений розширенню прав і можливостей жінок. Альбом отримав платиновий сертифікат за продаж мільйона копій. Станом на 2004 рік було продано 1 366 000 примірників. У 1993 році, відвідуючи Лос-Анджелес, The Notorious B.I.G. попросив місцевого торговця наркотиками познайомити його з Шакуром, і вони швидко подружилися. Вони разом проводили час, коли Шакур їздив до Нью-Йорка або B.I.G. до Лос-Анджелеса. У цей період на власних концертах Шакур називав B.I.G. на сцену, щоб почитати реп із ним і Stretch. Разом вони записали пісні «Runnin' from tha Police» і «House of Pain».

### Thug Life і замах
Наприкінці 1993 року Тупак створив групу Thug Life разом із Big Syke, Macadoshis, своїм зведеним братом Мопрімом Шакуром і Rated R. Зазвичай Thug Life виступали наживо без Тупака. 11 жовтня 1994 року Thug Life випустила свій єдиний альбом, Thug Life: Volume 1, який отримав золотий сертифікат. Він містить сингл «Pour Out a Little Liquor», спродюсований Джонні «J» Джексоном, який згодом продюсував більшу частину альбому Тупака All Eyez on Me. Трек також з’являється в саундтреку фільма «Через край». Також Thug Life: Volume 1 містив сингли «Cradle to the Grave» та «How Long Will They Mourn Me?». Через те, що гангста-реп піддавався сильній критиці в той час, оригінальну версію альбому було скасовано, а альбом перероблено з переважно новими треками. Тим не менш, Тупак виконав перший запланований сингл «Out on Bail», який так і не був випущений, на Source Awards 1994 року.
У листопаді 1993 року познайомився з Жаком Аґнантом, який познайомив Тупака з 19-річною дівчиною Аянною Джексон. Через тиждень вона звинувачує Тупака в зґвалтуванні, сам він стверджував, що в цей час спав. 30 листопада 1994 року, за день до винесення рішення у справі про зґвалтування, Тупак, бойфренд його сестри і Стретч поїхали на студію звукозапису Quad Studios на Таймс-сквер, куди їх запросив продюсер Джиммі Хенчмен для запису спільного треку для Lil Shawn. Хенчмен запропонував Тупаку 7 тисяч доларів за запис. Шакур був невпевнений, але погодився на сеанс, оскільки йому потрібні були гроші для компенсації судових витрат. У фоє троє невідомих наставили на них пістолети, вимагали лягти на підлогу і віддати цінності, всі, крім Тупака, лягли, але він залишався стояти і чинити опір. За це в нього вистрілили п'ять разів, зняли золоті прикраси та втекли. Одна з куль попала в голову.
Незважаючи на поранення, Тупак знайшов сили піднятися на другий поверх, де виявилися люди, яких він не очікував тут побачити, в тому числі Puff Daddy і людина, яку він вважав своїм другом — The Notorious B.I.G.
Всупереч медичним порадам, Шакур виписався з лікарні через кілька годин після операції та таємно відправився в будинок актриси Жасмин Гай, щоб відновитися. Наступного дня Шакур прибув до будівлі суду Мангеттена в інвалідному візку, щоб отримати вердикт присяжних у справі про сексуальне насильство. Наступні кілька тижнів Шакур провів під наглядом матері та приватного лікаря вдома у Жасмин Гай. Його охороняли члени «Плід Ісламу» та колишні члени «Партії Чорних Пантер».
7 лютого 1995 року його засуджено до позбавлення волі на строк від 18 місяців до 4,5 років.
Шакур припустив, що стрілянина була підставою. Він все життя вважав, що його підставив Жак Аґнант, ймовірно він був урядовим агентом. Також він звинуватив Джиимі Хенчмена, Puff Daddy і The Notorious B.I.G., яких відтоді вважав ворогами.
У березні 2008 року Чак Філіпс із The Los Angeles Times написав статтю про стрілянину. Пізніше газета відкликала статтю, оскільки вона частково спиралася на документи ФБР, які пізніше виявили підробленими, наданими людиною, засудженою за шахрайство. У червні 2011 року засуджений убивця Декстер Айзек, який перебував у в’язниці в Брукліні, зізнався, що він був одним із озброєних людей, які пограбували та стріляли в Шакура за наказом Джиммі Хенчмена. Тоді Філіпс назвав Айзека одним із своїх неназваних джерел статті.

### Me Against the World
Тупак Шакур увійшов в історію як перша людина, яка видала альбом, перебуваючи у в'язниці — Me Against the World (Я проти всього світу), отримав згодом мультиплатиновий статус. У в'язниці Тупак багато читав, зробив велику частину своїх татуювань і розмірковував про стрілянину в листопаді 1994 року, прийшов до висновку, що організував замах його колишній друг, а тепер найлютіший ворог Notorious B.I.G.
У квітні 1995 року, все ще перебуваючи у в'язниці, одружився з Кейшою Морріс (Keisha Morris), але після виходу з в'язниці — розлучився. Поки Тупак сидів у в'язниці — він витратив більшу частину своїх заощаджень на адвокатів та виплати компенсацій за різними позовами, і коли надійшла пропозиція від голови лейблу Death Row Records Меріона «Шуґ» Найта — Тупаку довелося погодитися на невигідні для себе умови, тому що в його сім'ї, що нараховувала близько десятка чоловік, він був єдиним годувальником. Згідно з цим контрактом Death Row зобов'язалася внести за Тупака заставу, Тупак же повинен був видати на лейблі три альбоми.
Вийшовши у жовтні 1995 року, після 10 місяців в'язниці, Тупак відразу ж приступає до запису нових пісень — і через кілька місяців, 13 лютого 1996 року виходить головний витвір Тупака і один з найкращих у реп-історії — подвійний альбом All Eyez On Me, що одержав діамантовий статус.
У записі цього альбому взяли участь: один зі співвласників Death Row — Dr. Dre, Redman, Method Man, Tha Dogg Pound, Snoop Dogg, Nate Dogg, George Clinton, Danny Boy, Big Syke, E-40, і нова група Тупака Outlawz. Після цього альбому напруга між Східним та Західним узбережжями зросла. Тупак, який представляв Західний берег, звинуватив свого колишнього друга Біггі, образив багатьох реперів Нью-Йорка. За той час, що Тупак провів на Death Row, він змінився в гіршу сторону, його друзі були цим стривожені і постійно натякали йому на це. Нарешті, коли він і сам усвідомив це, Тупак вирішив випустити останній альбом (цей альбом вийшов вже після його смерті, під псевдонімом Makaveli, і носив подвійну назву «The Don Killuminati: The 7 Day Theory»), визначений за контрактом і вирішив піти з Death Row, заснувавши свій лейбл і кіностудію.

## Вбивство
У серпні 1996 року Тупак часто говорив про передчуття швидкої смерті та багато часу проводив, записуючи пісні. 7 вересня 1996 Тупак і Шуг Найт відвідали бій Майка Тайсона з Брюсом Селдоном на арені MGM Grand в Лас-Вегасі. Пізніше у вестибюлі один із товаришів Найта помітив Орландо «Бейбі Лейн» Андерсона з Southside Compton Crips, і сказав Шакуру, що той намагався пограбувати їх раніше того ж року. Тупак і Шуг разом зі свитою побили Орландо. Бійка потрапила на запис із камер спостереження. Невдовзі Шакур зупинився в готельному номері, а потім попрямував із Найтом до його нічного клубу Club 662, на чорному седані BMW 750iL, у складі більшого конвою.
Близько 23-ї години на бульварі Лас-Вегас поліцейські на велосипеді зупинили автомобіль через гучну музику та відсутність номерних знаків. Номери знайшли в багажнику, а машину відпустили без штрафу. Близько 23:15 год. на світлофорі з боку Тупака з ними порівнявся білий чотиридверний седан Cadillac останньої моделі, пасажир якого опустив вікно і декілька раз швидко вистрілив у машину. Шакур отримав чотири поранення: один раз в руку, один раз в стегно і двічі в грудну клітку, одна куля потрапила в праву легеню. Шуг був поранений в голову уламками. Френка Олександра, охоронця Шакура, на той момент у машині не було. Він казав, що Тупак доручив йому керувати автомобілем дівчини Шакура, Кідади Джонс. Після цього Шуг Найт покинув місце стрілянини, але згодом зупинився через пробиті шини. На місце приїхали поліцейські, почувши стрілянину.
Тупака доставили в Університетський медичний центр Південної Невади, де йому ввели сильне заспокійливе і підключили до апарату життєзабезпечення. Після численних спроб реанімації він помер 13 вересня від внутрішньої кровотечі у відділенні інтенсивної терапії. Мати Тупака, Афені Шакур, вирішила припинити спроби лікарів повернути до життя свого сина. Його смерть констатували о 16:03 за місцевим часом. Офіційні причини смерті — дихальна недостатність і серцево-легенева зупинка, пов'язані з численними вогнепальними пораненнями. Наступного дня тіло Шакура кремували. За чутками члени Outlawz, згідно з його заповітом у пісні «Black Jesus», викурили частину його праху, змішавши його з марихуаною. Однак у інтерв'ю 2014 року учасник Outlawz, E.D.I. Mean заявив, що прах, викурений групою, не належав Шакуру.
У 2002 році журналіст-розслідувач Чак Філіпс, після року досліджень, повідомив у Los Angeles Times, що Тупака застрелив Орландо Андерсон, якого Тупак і Шуг побили за кілька годин до інциденту, але поліція Лас-Вегаса опитала його лише один раз, ненадовго, перед його смертю в незв’язаній стрілянині. У статті Філіпса 2002 року також стверджується про причетність Крістофера «The Notorious B.I.G.» Воллеса та кількох людей у злочинному світі Нью-Йорка. І Андерсон, і Воллес заперечували причетність, тоді як Воллес аргументував підтвердженим алібі. Музичний журналіст Джон Ліланд із The New York Times назвав докази «непереконливими».
У 2011 році відповідно до Закону про свободу інформації ФБР оприлюднило документи, пов’язані зі своїм розслідуванням, у яких описана схема здирництва Єврейської ліги захисту (класифікована ФБР як «права терористична група»), яка також містила погрози вбивством Шакуру та іншим реперам, але не вказало на безпосередній зв'язок з його вбивством.
18 липня 2023 року поліцейське управління Лас-Вегаса виконало ордер на обшук у справі про вбивство Шакура.
У вересні 2023 року було завершено розслідування його вбивства, що тривало понад 27 років. Поліція заарештувала 60-річного колишнього гангстера Дуейна Девіса, відомого також як Кіфі Ді, якого й підозрювали у вбивстві. 2018 року Дуейн Девіс розповів у ЗМІ, що смертельні постріли зробив його племінник Орландо Андерсон.

### Теорії інсценування смерті
Фани Тупака та прихильники теорій змов наполягають на тому, що смерть репера — це інсценування. Нібито, Пак втомився від шоу-бізнесу, від слави і вирішив відійти від справ та позбутися своїх ворогів, виїхавши жити далеко і спокійно. У мережі регулярно з'являються нові фото і відео людей схожих на репера. Автори підносять їх як безумовний доказ, що підтверджує теорію. Фанати посилаються на нібито зашифровані послання та містицизм в останньому альбомі Шакура, протиріччя в розслідуванні та офіційних заявах, і його захоплення працями Нікколо Макіавеллі, який не раз вмирав «жартома». Однак реальних доказів на підтримку цих теорій так і нема.

## Вшанування пам'яті

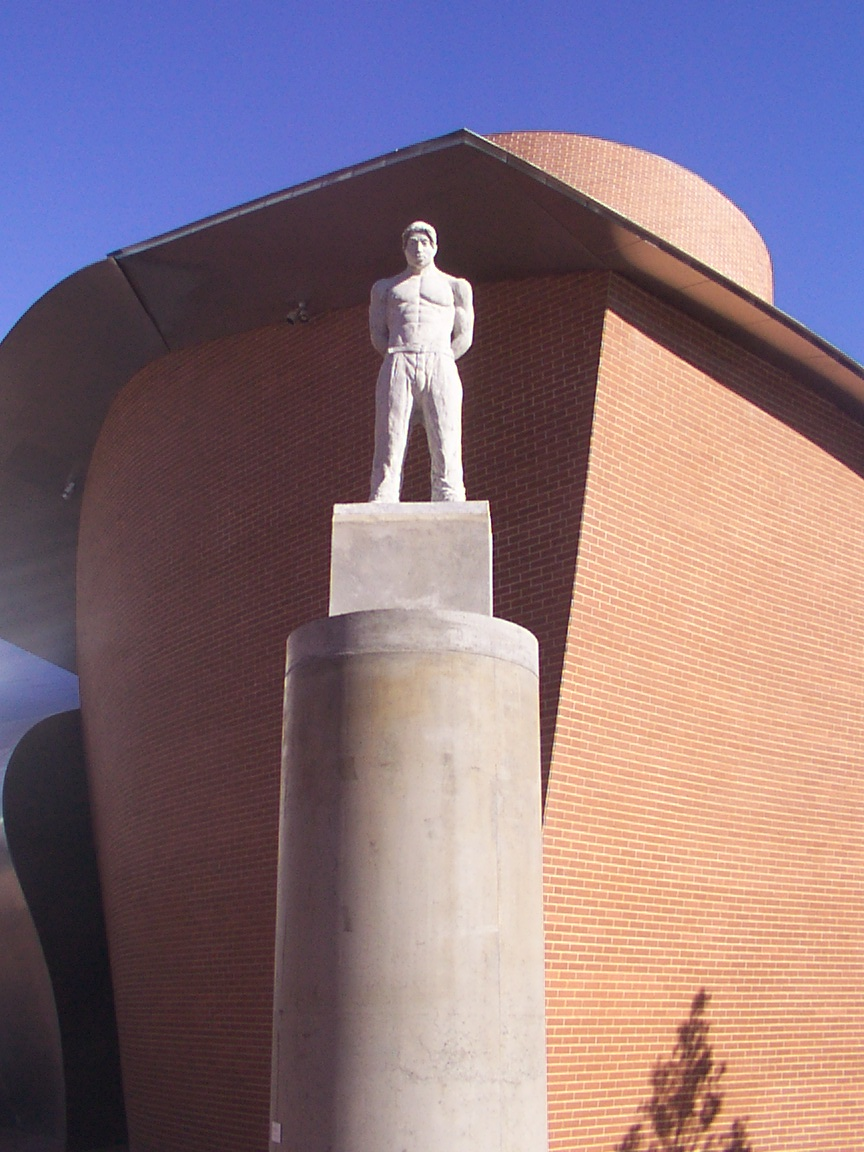
Статуя Тупака Шакура в музеї MARTa в Герфорді, Німеччина

Тупак Шакур вважається одним із найвидатніших і найвпливовіших реперів усіх часів. Журнал Rolling Stone назвав його одним із найвидатніших артистів усіх часів. Його широко вважають важливою фігурою в хіп-хоп культурі. Dotdash, колишній About.com, хоч і поставив його на п’яте місце серед найвидатніших реперів, тим не менш зазначає: «Тупак Шакур є найвпливовішим хіп-хоп виконавцем усіх часів. Навіть після смерті 2Pac залишається трансцендентною реп-фігурою». У 2023 році Billboard поставив Тупака на четверте місце серед 50 найкращих реперів усіх часів.
Стівен Томас Ерлвайн з AllMusic описав Шакура як «невродливого мученика гангста-репу», і він заплатив найвищу ціну за свій спосіб життя. Тупак також отримав визнання за свою надзвичайну продуктивність і непохитну відданість своїй справі. За словами автора Rolling Stone Енді Гріна: «Він також був поетом і активістом, який став одним із найбільш революційних голосів своєї епохи».
За словами британського письменника Роба Марріотта, він вважає зав’язування бандани вузлом наперед одним із найвиразніших і миттєво впізнаваних стилів у світі хіп-хопу. Його унікальний стиль, який вважається секс-символом, допоміг сформувати модний ландшафт 1990-х і продовжує впливати на аристів і ентузіастів моди досі.
За словами музичного журналіста Чака Філіпса, Тупак Шакур «допоміг підняти реп із грубої вуличної примхи до складної форми мистецтва, заклавши основу для нинішнього глобального феномену хіп-хопу». Філіпс пише: «Вбивство змусило замовкнути один із найпромовистіших голосів сучасної музики — поета гетто, чиї розповіді про міське відчуження захоплювали молодих людей усіх рас і походження».
У 2014 році BET пояснив, що «його збентежена суміш дамського угодника, бандита, революціонера та поета назавжди змінила наше уявлення про те, як має виглядати, звучати та поводитися репер. Дивлячись на 50 Cent, Ja Rule, Lil Wayne, новачків як Фредді Гіббс і навіть колишнього друга Notorious B.I.G., легко побачити, що Пак є найбільш копійованим МС усіх часів. 
У 2020 році колишній сенатор і нинішній віце-президент Каліфорнії Камала Гарріс назвала Шакура «найкращим репером серед всіх живих», що вона пояснила тим, що «дівчата із Західного узбережжя вважають, що 2Pac досі живе». За словами письменника Кевіна Пауелла: «Він заслуговує на те, щоб бути в одній категорії з Бобом Діланом, Бобом Марлі, Джоном Ленноном, з точки зору його глобального впливу». Тупак вважається одним із найвпливовіших артистів у музиці та популярній культурі загалом, а також іконою активізму.
Пам'ятники Тупаку встановлено в містах Атланта (США) і Герфорд (Німеччина).

### Академічне прийняття
У 1997 році Каліфорнійський університет у Берклі запропонував курс під керівництвом студента під назвою «Історія 98: Поезія та історія Тупака Шакура». У квітні 2003 року Гарвардський університет виступив співспонсором симпозіуму «Всі очі на мене: Тупак Шакур і пошуки сучасного народного героя». У них аналізувався вплив Шакура як художника та активіста. Представлені статті охоплюють його вплив у різних сферах: від розваг до соціології. Назвавши його «Thug Nigga Intellectual», «органічним інтелектуалом», англійський вчений Марк Ентоні Ніл оцінив його смерть як «порожнечу лідерства серед виконавців хіп-хопу», оскільки це «ходяче протиріччя» допомагає «робити буття інтелектуалом доступним простим людям».
У 2012 році норвезький Університет Осло організував курс: «Tupac, hiphop og kulturhistorie (Тупак, хіп-хоп та історія культури)». Як каже Кнут Аукруст, норвезький професор і академічний дослідник культури в Університеті Осло: «Тупак Амару Шакур є одним із найвідоміших і суперечливих представників хіп-хоп культури. Він став іконою зі статусом святого далеко за межами його шанувальників. Згадки про нього та його послання з’являються по всьому світу, починаючи з гасла Барака Обами «зміни», для палестинців та ізраїльтян, які прагнуть миру на Близькому Сході, для людей Groruddalen, які хочуть, щоб їхній досвід сприймався серйозно. Курс підкреслює, як одна людина може вписатися в ширшу мережу культурних моделей і як місцева традиція оповідання стала міжнародним культурним феноменом».
Джеффрі Огбонна Грін Огбар, професор історії та популярної музики в Університеті Коннектикуту, описав Тупака як «одного з найвідоміших і найвпливовіших музикантів 20-го століття», а також як «політично свідомого активіста Чорної Америки».

### На сцені
15 квітня 2012 року на музичному фестивалі Coachella репери Snoop Dogg і Dr. Dre виступали з «голограмою» Тупака (хоча ЗМІ називали цю технологію голограмою, технічно це була проекція, створена за допомогою підводки Musion Eyeliner), і, як частково віртуальне тріо, виконали пісні «Hail Mary» та «2 of Amerikaz Most Wanted». Були розмови про тур, але Дре відмовився. Тим часом альбом Greatest Hits, випущений у 1998 році, який у 2000 році покинув чарт Billboard 200, повернувся в чарт і досяг 129 місця, тоді як інші альбоми та сингли Тупака також збільшили продажі.

### Нагороди та відзнаки

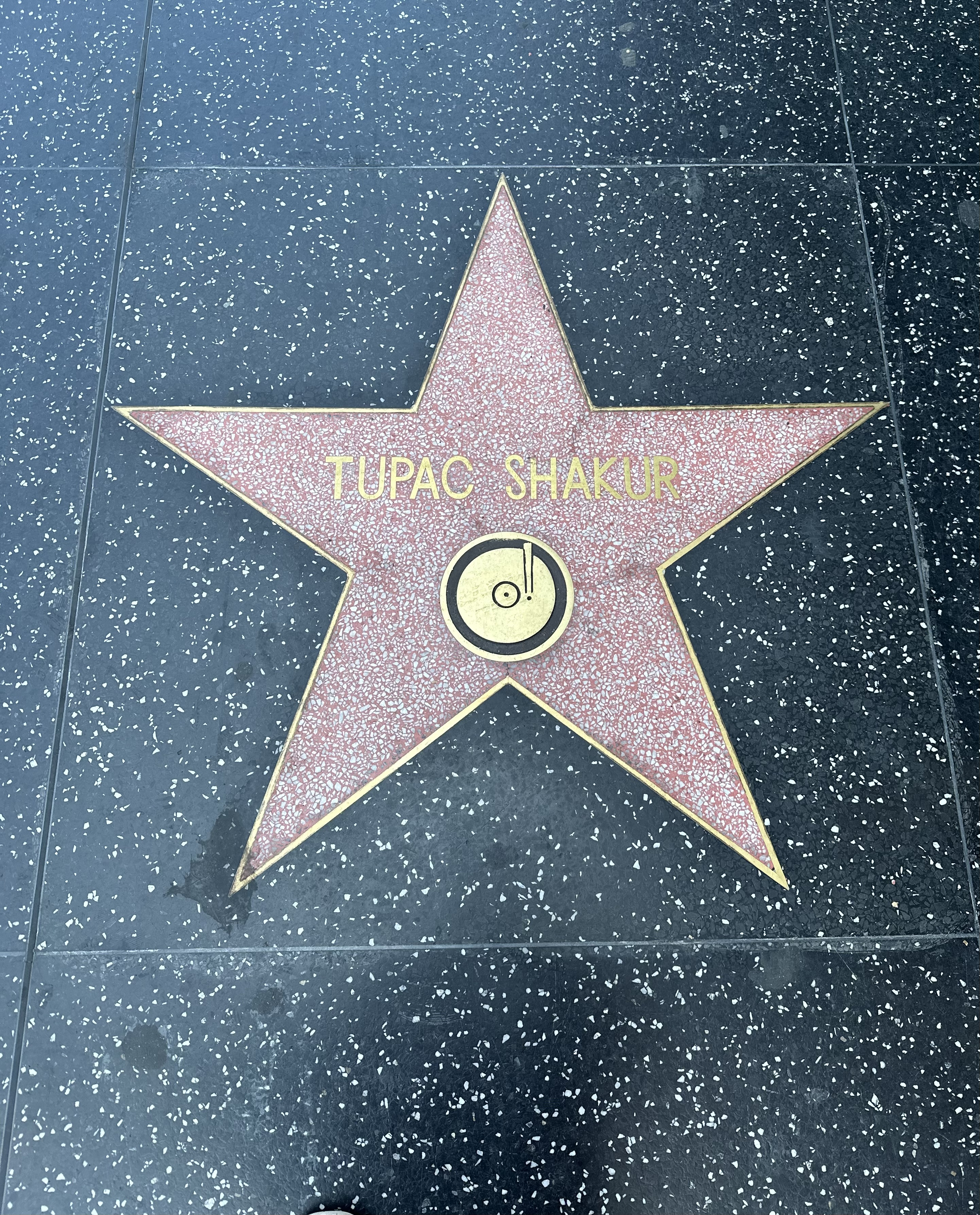
Зірка Тупака Шакура на Голлівудській алеї слави

У 2002 році Шакур був введений в Зал слави хіп-хопу. У 2004 році Шакур був серед лауреатів першої премії Hip Hop Honors.
У 2006 році близька подруга та однокласниця Шакура Джада Пінкетт-Сміт пожертвувала 1 мільйон доларів Балтіморській школі мистецтв, і назвала новий театр на його честь. У 2021 році Джада вшанувала 50-річчя Шакура, показавши раніше невідомий вірш, який Тупак присвятив їй.
У 2009 році, отримавши похвалу, Ватикан додав до свого онлайн-списку відтворення «Changes», посмертний трек 1998 року. 23 червня 2010 року Бібліотека Конгресу додала пісню «Dear Mama» до Національного реєстру аудіозаписів.
У 2015 році в Музеї Греммі відкрилася виставка, присвячена Тупаку Шакуру.
7 квітня 2017 року Шакур був включений до Зали слави рок-н-ролу.
У січні 2022 року в The Canvas at L.A. Live у Лос-Анджелесі відкрилася виставка Tupac Shakur: Wake Me When I'm Free.
16 травня 2023 року міська рада Окленда проголосувала за те, щоб ділянку бульвару Макартура між Гранд-авеню та Ван-Бюрен-авеню назвати вулицею Тупака Шакура.
7 червня 2023 року Тупак Шакур отримав зірку на Голлівудській алеї слави. Його зведена сестра Сек'їва «Сет» Шакур прийняла нагороду на його честь.

## Остаточне поховання
У 2006 році, у 10-ту річницю смерті Тупака Шакура, його прах було поховано в Совето. Мати Тупака Афені перевезла їх на «місце народження його предків» і провела там панахиду. Вона пояснила, що Совето було обрано через його важливість як «місце народження південноафриканської боротьби за демократію та проти апартеїду». Столичний муніципалітет Йоганнесбурга пожертвував ділянку незабудованої землі площею п’ять акрів у районі Зола в Совето для будівництва меморіалу на честь Шакура. Частину землі було призначено для перетворення на парк для дітей, а також для сприяння екологічній освіті, будівництву доріжок, дитячих будинків, мостів, рамп для скейтборду та полів для гольфу, а також будівництво амфітеатру та музею, що демонструє музику та мистецтво Південної Африки. Проект фінансувався міською владою Йоганнесбурга та Фондом Тупака Амару Шакура. Серед присутніх, які віддали шану, були співачка Мейсі Грей і учасники Outlawz.

## Дискографія

### Студійні альбоми
- 1991: 2Pacalypse Now
- 1993: Strictly 4 My N.I.G.G.A.Z.
- 1995: Me Against the World
- 1996: All Eyez on Me
- 1996: Makaveli — The Don Killuminati: The 7 Day Theory
- 1997: R U Still Down? (Remember Me)
- 1999: Still I Rise
- 2001: Until the End of Time
- 2002: Better Dayz
- 2004: Loyal to the Game
- 2006: Pac's Life

### Спільні альбоми
- 1994: Thug Life: Volume 1 (разом з Thug Life)

### 10 найуспішніших в чартіBillboardсинглів
- 1991: «Brenda's Got a Baby»
- 1991: «If My Homie Calls»
- 1993: «I Get Around»
- 1993: «Keep Ya Head Up»
- 1995: «Dear Mama»
- 1995: «Old School»
- 1995: «So Many Tears»
- 1996: «California Love»
- 1996: «How Do You Want It»
- 1997: «To Live & Die in L.A.»
- 1997: «Made Niggaz»
- 1997: «Do for Love»
- 1998: «Changes»
- 2002: «Thugz Mansion»
- 2003: «Runnin' (Dying to Live)»
- 2005: «Ghetto Gospel»
- 2006: «Pac's Life»

## Фільмографія

### Фільми
| Рік  | Назва                        | У ролі                  | Примітки                                          |
| ---- | ---------------------------- | ----------------------- | ------------------------------------------------- |
| 1991 | Суцільні неприємності        | Себе                    | Коротка поява                                     |
| 1992 | Авторитет                    | Бішоп                   | Перша головна роль                                |
| 1993 | Поетична Джастіс             | Лакі                    | Разом з Джанет Джексон                            |
| 1993 | Інший світ                   | Пікколо                 | Епізод: «Homie Don't Ya Know Me?»                 |
| 1993 | У живому кольорі             | Себе                    | 5 сезон, епізод 3                                 |
| 1994 | Через край                   | Берді                   | Останній фільм, випущений за його життя           |
| 1996 | Saturday Night Live          | Себе (музичний гість)   | Епізод: «Том Арнольд/Тупак Шакур»                 |
| 1996 | Куля                         | Танк                    | Випущений через місяць після смерті Шакура        |
| 1997 | У глухому куті               | Спун                    | Випущений через чотири місяці після смерті Шакура |
| 1997 | Злочинні зв'язки             | Детектив Джейк Родрігес | Остання роль Шакура                               |
| 2001 | Малюк                        | Себе                    | Архівні кадри                                     |
| 2003 | Тупак: Воскресіння           | Себе                    | Архівні кадри                                     |
| 2009 | Ноторіус                     | Себе                    | Архівні кадри                                     |
| 2015 | Просто із Комптона           | Себе                    | Архівні кадри                                     |
| 2017 | Тупак: Легенда               | Себе                    | Архівні кадри                                     |
| 2023 | Трансформери: Час звіроботів | Себе                    | Архівні кадри                                     |

### Документальні фільми
Після смерті Тупака було знято багато документальних фільмів про нього.
- 1997: Tupac Shakur: Thug Immortal
- 1997: Tupac Shakur: Words Never Die (TV)
- 2001: Tupac Shakur: Before I Wake...
- 2001: Welcome to Deathrow
- 2002: Tupac Shakur: Thug Angel
- 2002: Biggie & Tupac
- 2002: Tha Westside
- 2003: 2Pac 4 Ever
- 2003: Tupac: Resurrection
- 2004: Tupac vs.
- 2004: Tupac: The Hip Hop Genius (TV)
- 2006: So Many Years, So Many Tears
- 2007: Tupac: Assassination
- 2015: Murder Rap: Inside the Biggie and Tupac Murders
- 2017: Who killed Tupac?
- 2017: Who Shot Biggie & Tupac?
- 2018: Unsolved: Murders of Biggie and Tupac?
- 2021: The Life & Death of Tupac Shakur[157]
- 2023: Dear Mama

## Книги

### Біографії
- Tupac: Resurrection (2003) ISBN 0-7434-7435-X
- Tupac Shakur Legacy (2006) ISBN 0-7432-9260-X
- Tupac Remembered (2007) ISBN 1-932855-76-9
- Thru My Eyes: Thoughts on Tupac Shakur in Pictures and Words
- Rebel for the Hell of It: The Life of Tupac Shakur
- Death Rap Tupac Shakur
- Tupac Shakur (They Died Too Young)
- Got Your Back: The Life of a Bodyguard in the Hardcore World of Gangsta Rap
- Back in the Day: My Life and Times With Tupac Shakur
- The Killing of Tupac Shakur
- Jesus and the Hip-Hop Prophets: Spiritual Insights from Lauryn Hill and Tupac Shakur
- How Long Will They Mourn Me?: The Life and Legacy of Tupac Shakur
- Holler If You Hear Me
- Dear 2Pac
- All Eyez on Me: The Life and Times of Tupac Shakur
- Tupac (Hip Hop)
- Tupac: A Thug Life
- Tough Love: Cultural Criticism & Familial Observations on the life and death of Tupac Shakur (Black Words Series)
- Tupac Shakur (Just the Facts Biographies)
- Tupac Shakur (People in the News)
- Tupac Shakur (Rock Music Library)
- Tupac and Elvis (Inevitably Restless)
- Tupac Shakur (Hip-Hop Stars)
- Static: My Tupac Shakur Story
- Tupac Shakur: 2Pac in the Studio (The Studio Years (1989 — 1996))

### Поезія
- «Троянда, що виросла з бетону» (1999) ISBN 0-671-02844-8
- «Inside a Thug's Heart» (2004) ISBN 0-7582-0789-1